# Боханевич, Константин Иустович
Константин Иустович Боханевич (1888—1963) — инженер-конструктор, кораблестроитель, главный конструктор по корпусу гидрографических ледокольных судов типа «Георгий Седов», ледокольных пароходов «Дежнёв» и «Леваневский», ледоколов типа «Иосиф Сталин», судов типа «Анадырь» и лесовозов типа «Максим Горький».

## Биография
Константин Иустович Боханевич родился 25 мая 1888 года.
В 1911 году окончил кораблестроительное отделение Петербургского политехнического института.
Продолжил обучение на последнем курсе Кронштадтского морского инженерного училища военного флота. 1 января 1912 года юнкер К. И. Боханевич был произведён в корабельные гардемарины-судостроители, а 5 октября 1912 года в подпоручики корпуса корабельных инженеров.
В 1912—1919 годах работал на Балтийском и Адмиралтейском судостроительных заводах. Участвовал в постройке линейных кораблей «Севастополь», «Петропавловск» и линейного крейсера «Измаил».
6 декабря 1914 года был произведён в поручики корпуса корабельных инженеров.
С 1925 года работал в Центральном бюро морского судостроения, с 1936 года — в ЦКБ по проектированию гражданских судов («Балтсудопроект»). Был главным конструктором по корпусу гидрографических ледокольных судов типа «Георгий Седов», проектов ледокольных пароходов «Дежнёв»(заложен 15 ноября 1935 года на судострительном заводе № 194 им. А. Марти, спущен на воду в сентябре 1938 году) и «Леваневский», ледоколов типа «Иосиф Сталин» проект № 51, которые строились на Балтийском судостроительном завод № 189 имени С. Орджоникидзе в Ленинграде, судов типа «Анадырь» и лесовозов типа «Максим Горький».
В послевоенные годы К. И. Боханевич был главным конструктором сухогрузных судов типа «Днепрогэс» дедвейтом 7250 т и транспортных рефрижераторов типа «Актюбинск» дедвейтом 6040 т (главные конструкторы К. И. Боханевич, затем Н. Ф. Щукин). Шесть судов типа «Днепрогэс» (ММФ) были построены на Черноморском заводе, а на Балтийском 14 судов типа «Актюбинск» (МРХ).
Награждён орденом Ленина.
Константин Иустович Боханевич умер в Ленинграде в 1963 году.